# Giuseppe Raimondi (scrittore)
Giuseppe Raimondi (Bologna, 18 luglio 1898 – Bologna, 3 agosto 1985) è stato uno scrittore italiano.

## Biografia
Figlio di Torquato e Argentina Testoni, lavorò presso la bottega di stufe del padre, studiando da autodidatta. Militante anarchico-socialista partecipò nel 1914, alla "Settimana rossa", entrando nello stesso periodo in contatto con l'ambiente letterario e artistico, stringendo legami di amicizia con Giorgio Morandi, Filippo de Pisis e Carlo Carrà. Dopo la prima guerra mondiale fondò e diresse La Raccolta e fu segretario di redazione de La Ronda e successivamente de L'Italiano. Negli ultimi anni del fascismo si avvicinò al gruppo azionista di Carlo Lodovico Ragghianti venendo arrestato nell'aprile del 1943 insieme a Francesco Arcangeli e Giorgio Morandi. 
Terminato il secondo conflitto mondiale, pubblica il suo capolavoro Giuseppe in Italia (1949), nel quale la vicenda personale si intreccia con i fatti storici fino alla Liberazione di Bologna. L’arco temporale preso in considerazione dalla narrazione è ampio: dal 1898, anno di nascita del protagonista Giuseppe in una famiglia di artigiani anarchico-socialisti (chiari riferimenti autobiografici), fino al 1945, con la liberazione dell’Italia dal nazi-fascismo. Attraverso la prospettiva di un personaggio che vive appartato nella provincia emiliana, Raimondi ha voluto narrare non solo la storia di un singolo individuo ma anche uno scorcio sull’esperienza collettiva della Storia italiana nella prima metà del XX secolo. Si tratta di un romanzo autobiografico particolare, perché tutti gli elementi narrati hanno una corrispondenza con l’esperienza diretta dell’autore, ma è anche come il ritratto di un’intera generazione che ha vissuto intensamente i mutamenti della storia italiana del primo Novecento.
La sua biblioteca e il suo archivio sono custoditi nella Biblioteca del Dipartimento di Italianistica dell'Università di Bologna.

## Opere
- Carlo Carrà, Bologna, La brigata, 1918
- Notizia su Baudelaire. Milano , Convegno, 1924
- Galileo, ovvero dell'aria, Milano, Il Convegno, 1926
- Il cartesiano signor Teste, Firenze, Solaria, 1928
- Magalotti. Milano, Alpes, 1928
- Domenico Giordani, avventure di un uomo casalingo, illustrate da Leo Longanesi, Bologna, L'Italiano, 1928
- Testa o croce, con una notizia biografica di Riccardo Bacchelli e un disegno di Leo Longanesi, Torino, F.lli Ribet, 1928
- Dodici dipinti di Filippo De Pisis regalati dall'autore alla R. Galleria nazionale d'arte moderna di Roma, Firenze, F. Le Monnier, 1940
- Giornale ossia taccuino: (1925-1930), Firenze, F. Le Monnier, 1942
- Giuseppe in Italia, Milano, Mondadori, 1949
- Notizie dall'Emilia, Torino, Einaudi, 1954, Premio Speciale Viareggio Narrativa[4]
- Mignon: racconti, Milano, A. Mondadori, 1955
- La valigia delle Indie, Firenze, Vallecchi, 1955
- Ritorno in città: 8 capitoli e due canti del popolo bolognese, Milano, Il saggiatore, 1958
- Lo scrittoio, Milano, Il saggiatore, 1960
- Le domeniche d'estate, Milano, A. Mondadori, 1963
- Grande compianto della città di Parigi, 1960-1962, Milano, Il saggiatore, 1963
- L'ingiustizia, Milano, A. Mondadori, 1965
- I divertimenti letterari: 1915-1925, Milano, A. Mondadori, 1966
- Riccardo Bacchelli bolognese, Milano-Napoli, Ricciardi, 1966
- Le nevi dell'altro anno: racconti 1967-1968, Milano, A. Mondadori, 1969
- Anni con Giorgio Morandi, Milano, A. Mondadori, 1970
- Il nero e l'azzurro: racconti 1968-1969, Milano, Mondadori, 1970
- Ligabue come un cavallo: romanzo, Milano, A. Mondadori, 1971
- Le linee della mano: saggi letterari, 1956-1970, Milano, A. Mondadori, 1972
- La chiave regina: racconti, Milano, A. Mondadori, 1973
- La lanterna magica: racconto e memoria, Milano, A. Mondadori, 1975
- I tetti sulla città: 1973-1976, Milano, A. Mondadori, 1977
- L'arcangelo del terrore, Milano, A. Mondadori, 1981
- I bachi da seta, Milano, A. Mondadori, 1984
- Poesie (1924-1982), Milano, Libri Scheiwiller, 1999
- Giuseppe Ungaretti: lettere a Giuseppe Raimondi (1918-1966). Bologna, Patron, 2004.